# Porcaro
Porcaro (Gallo Port-Carotz, bretonisch Porzh-Karozh) ist eine französische Gemeinde mit 749 Einwohnern (Stand 1. Januar 2022) im Département Morbihan in der Region Bretagne.

## Geographie
Porcaro liegt rund 15 Kilometer östlich von Ploërmel im Osten des Départements Morbihan. Das Gemeindegebiet wird vom Fluss Oyon durchquert.
Nachbargemeinden sind Beignon im Norden, Guer im Osten und Südosten, Monteneuf im Süden und Südwesten sowie Augan im Westen.
Porcaro hatte einen Bahnhof an der ehemaligen Bahnstrecke Châteaubriant–Ploërmel; auf dessen Gelände findet sich heute ein Campingplatz.

## Geschichte
Die Gemeinde entstand am 1. Januar 1860 aus Teilen der Gemeinden Augan, Guer und Monteneuf. Porcaro gehört zu dem Gebiet der Bretagne, in dem Gallo gesprochen wurde.

## Bevölkerungsentwicklung
| Jahr                       | 1962 | 1968 | 1975 | 1982 | 1990 | 1999 | 2006 | 2012 | 2019 |
| Einwohner                  | 597  | 581  | 538  | 500  | 565  | 510  | 626  | 675  | 729  |
| Quellen: Cassini und INSEE |      |      |      |      |      |      |      |      |      |

## Sehenswürdigkeiten
- Schloss von Porcaro (teilweise 13. Jahrhundert, teilweise aus dem Jahr 1875)
- Schloss von Les Touches aus dem 14. Jahrhundert
- Kirche Notre-Dame aus den Jahren 1848/49
- Kapelle Sainte-Anne in Les Touches aus dem Jahr 1620
- Mühle von Malakoff aus dem 19. Jahrhundert

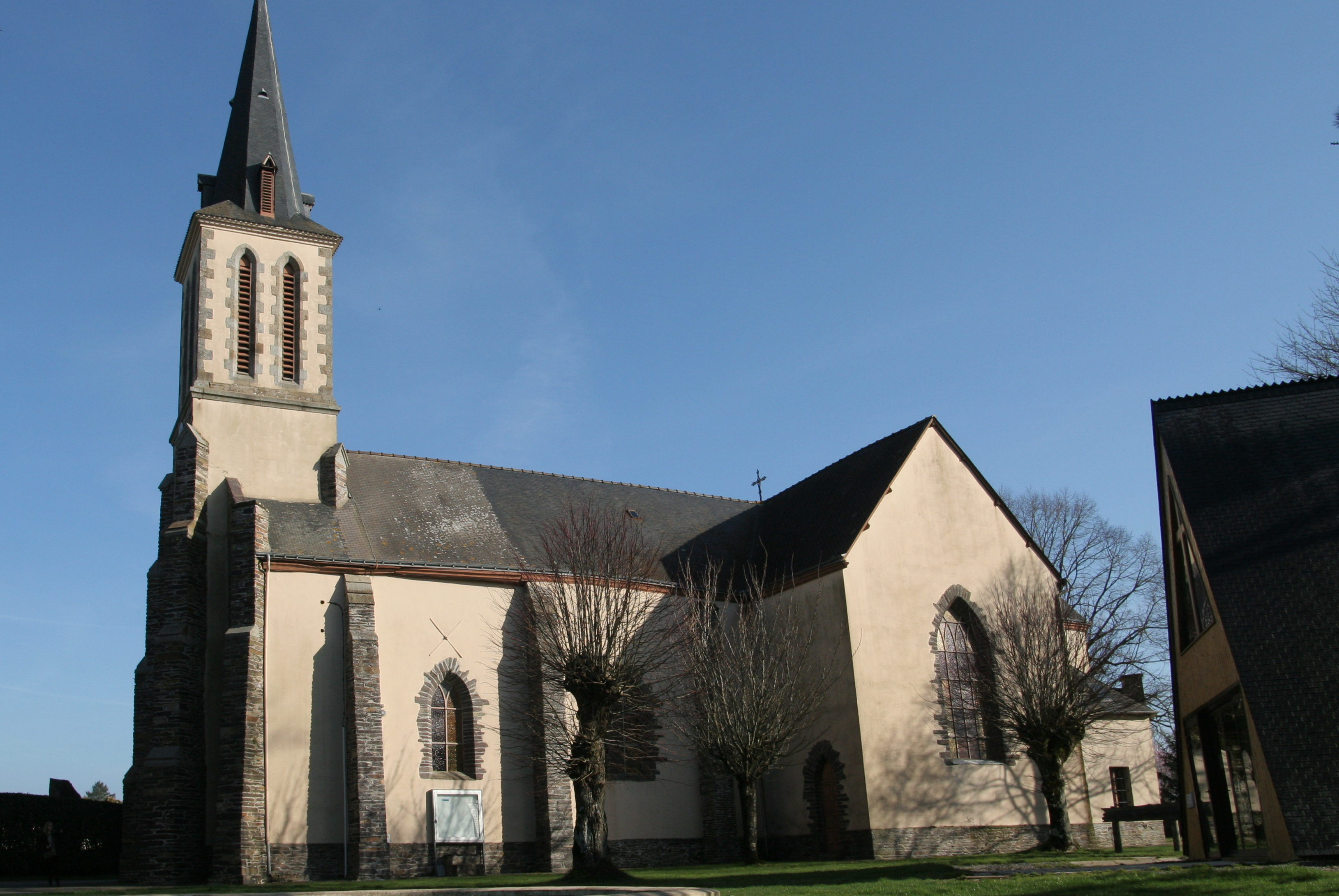
Kirche Notre-Dame

Quelle: